# Ровенско под Тросками
Ровенско под Тросками (чеш. Rovensko pod Troskami) град је у Чешкој Републици. Град се налази у управној јединици Либеречки крај, у оквиру којег припада округу Семили.

## Становништво
Према подацима о броју становника из 2014. године град је имао 1.279 становника.